# Senegalesische Basketballnationalmannschaft
Die senegalesische Basketballnationalmannschaft der Herren vertritt den Senegal bei Basketball-Länderspielen. Sie gehört traditionell zu den stärksten Auswahlmannschaften Afrikas und konnte sich nach einer Bronzemedaille bei der Afrikameisterschaft 2013 auch für die WM-Endrunde 2014 qualifizieren.
Bei den kontinentalen Endrunden der Afrikameisterschaft hat man bis auf die erste Austragung 1962 immer teilgenommen und gewann bei 26 Teilnahmen 15 Medaillen.

## Bekannte Spieler
| - Makhtar N’Diaye (* 1973) - Mamadou N’Diaye (* 1975) - Boniface N’dong (* 1977) - Pape Laye Sow (* 1981) | - DeSagana Diop (* 1982) - Mouhamed Saer Sene (* 1986) |

im (weiteren) deutschsprachigen Raum aktiv:
- Souleymane Wane (* 1976), u. a. LTi Gießen 46ers
- Malick Badiane (* 1984), u. a. Skyliners Frankfurt
- Babacar Touré (* 1985), u. a. bei Lions de Genève

## Abschneiden bei internationalen Wettbewerben

### Weltmeisterschaften
| bis 1974 – nicht qualifiziert - 1978 – 14. Platz - 1982 bis 1994 – nicht qualifiziert - 1998 – 15. Platz | - 2002 – nicht qualifiziert - 2006 – 22. Platz - 2010 – nicht qualifiziert - 2014 – 16. Platz - 2019 – 30. Platz |

### Olympische Spiele
| bis 1964 – nicht qualifiziert - 1968 – 15. Platz - 1972 – 15. Platz - 1976 – nicht qualifiziert - 1980 – 11. Platz seit 1984 – nicht qualifiziert |

### Afrikameisterschaften
| - 1962 – nicht teilgenommen - 1964 – 5. Platz - 1965 – 4. Platz - 1968 – . Platz - 1970 – . Platz - 1972 – . Platz - 1974 – . Platz - 1975 – . Platz - 1978 – . Platz - 1980 – . Platz | - 1981 – 5. Platz - 1983 – . Platz - 1975 – 4. Platz - 1987 – 6. Platz - 1989 – . Platz - 1992 – . Platz - 1993 – . Platz - 1995 – . Platz - 1997 – . Platz - 1999 – 7. Platz | - 2001 – 8. Platz - 2003 – 5. Platz - 2005 – . Platz - 2007 – 9. Platz - 2009 – 7. Platz - 2011 – 5. Platz - 2013 – . Platz - 2015 – 4. Platz - 2017 – . Platz - 2021 – . Platz |